# Naissance en 1322
Naissance
- 1318
- 1319
- 1320
- 1321
- 1322
- 1323
- 1324
- 1325
- 1326

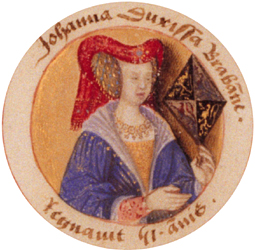
Jeanne de Brabant, née en 1322.

Cette page dresse une liste de personnalités nées au cours de l'année 1322  :
- 11 janvier : Kōmyō, prétendant de la Cour du Nord du Japon.
- 12 février : Jean-Henri de Moravie, comte de Tyrol et margrave de Moravie.
- 24 juin : Jeanne de Brabant, duchesse de Brabant et de Limbourg.

- Nicolas Cabasilas, auteur byzantin, conseiller et ami de l'empereur Jean VI Cantacuzène, grand théologien laïc qui marque la renaissance culturelle et mystique de Byzance.
- Blanche d'Aumale, comtesse d'Aumale.
- Nicolas de Luxembourg, Anti-évêque de Naumburg, patriarche d'Aquilée, doyen de l'église d'Olmütz.
- Gerlier de Nassau, prince-évêque de Mayence.
- Aymar de Poitiers-Valentinois, recteur du Comtat Venaissin, adjoint de Jean de Cheylar, prieur de Charraix, près de Langeac, dans l’évêché de Saint-Flour, comme régent et vice-recteur.
- Imelda Lambertini, jeune fille italienne, morte à 11 ans, lors d'une extase pendant sa première communion.
- Hōjō Tokiyuki, samouraï attaché au clan Hōjō.

## Crédit d'auteurs
- Cet article est partiellement ou en totalité issu de l'article intitulé « 1322 » (voir la liste des auteurs).